# Os Satyros
A Companhia de Teatro Os Satyros (São Paulo, São Paulo, 1 de abril de 1989) é um grupo teatral brasileiro com linguagem essencialmente experimental, de repertório rico em abordagens críticas, fundada por Ivam Cabral e  Rodolfo García Vázquez.

## História
Dia 24 fevereiro de 1989, o ator recém chegado à São Paulo, Ivam Cabral, se candidatava ao papel de protagonista para a montagem: Um Qorpo Santo, dirigida por Rodolfo García Vázquez, peça esta que iria ser trabalhada por Rodolfo e seu núcleo teatral do momento, o Grupo Teatro de Ava Gardner. Nascia então, deste despretensioso teste, uma afinidade potente, ideológica e estética Vázquez-Cabral, que logo à diante se tornaria o Grupo Teatral Os Satyros.

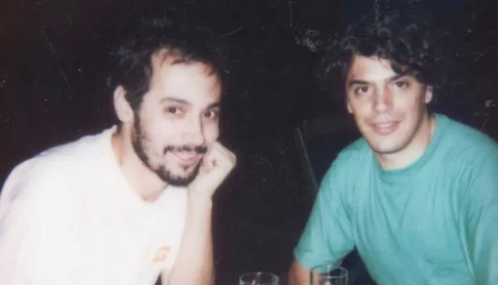
Ivam Cabral e Rodolfo García Vázquez, em 1989, no Largo do Arouche, região central de São Paulo.

O duo buscou impetuosamente algum nome para chamar de seu, para elucidar as vontades teatrais do grupo que estava por nascer, porém nenhuma palavra parecia corresponder ao que pensavam sobre teatro. Então no meio dessa busca encontraram a palavra Satyros, que trazia ares de irreverência, liberdade, em uma sinestesia tresloucada e de cortejo à Dioníso.

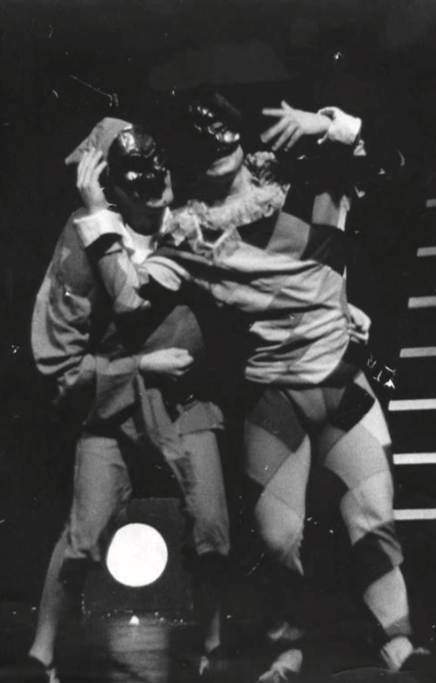
Lauro Tramujas e Ivam Cabral em cena de Aventuras de Arlequim (1989)

Logo após o encerramento dos trabalhos com o Grupo Teatro de Ava Gardner, Ivam e Rodolfo se debruçam em seu novo projeto, Os Satyros, decidindo aprofundar as pesquisas sobre a Commedia Dell'Arte, nascendo assim a primeira montagem da Companhia Teatral Os Satyros: Aventuras de Arlequim, um espetáculo infantil montado no Teatro Zero Hora, em setembro de 1989. Nesta montagem Ivam Cabral ganha o seu primeiro prêmio como melhor ator de teatro infantil, agraciado com o Troféu APCA, pela Associação Paulista de Críticos de Arte, e na sequência o texto de Aveturas de Arlequim é indicado ao Troféu Mambembe, dando um novo respiro ao grupo recém formado, que estava galgando seu espaço na cena paulistana.

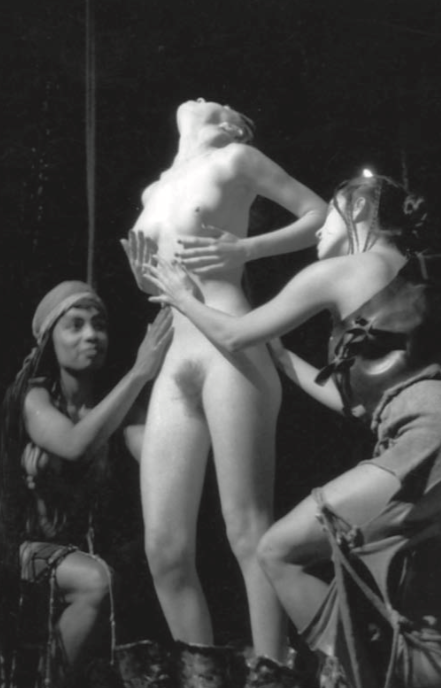
Penha Dias, Tatiana Szymczakowski e Mônica Negro em Saló, Salomé (1991)

Em 1990, em meio ao Governo Collor e a crise do confisco da poupança, o grupo de jovens se vê abalados financeiramente e decidem radicalizar em suas pesquisas, iriam montar Marquês de Sade. Para o grupo ficou claro que aquele era o momento em que queriam denunciar, chocar, mexer com as estruturas morais, sociais, políticas. Elaboraram assim uma estratégia de choque. Em junho de 1990 estrearam Sades ou Noites com os Professores Imorais, adaptação de textos do Marquês de Sade, no Teatro Guaíra, em Curitiba, nesta montagem o grupo indignado, urina em cena, mostrando as partes íntimas como forma de protesto. Curiosamente antes da estreia os integrantes elaboraram uma estratégia de fuga para caso houvesse alguma manifestação do público, e realmente após esta estreia a vida do grupo não seria mais a mesma. Em setembro do mesmo ano, estreiam Sades ou Noites com os Professores Imorais em São Paulo, no Teatro Bela Vista, onde assumiram a revitalização do local. À partir dali compreendendo a necessidade do grupo em ter um lar para se fixar e para ser livre, fazem do Teatro Bela Vista sua nova residência. Em 1991, estreiam Saló, Salomé, montagem surrealista e ritualística, e que desenhava de vez a estética dos Satyros. Iniciaram assim um período de forte intervenção cultural que duraria até o ano de 1992, com a transferência da companhia para a Europa.
Na Europa, participaram de festivais em Portugal, na Espanha, na Escócia, na Inglaterra e na França, foram considerados pela critica internacional como "A sensação do Edinburgh Fringe Festival", e após denúncias da Associação da Moral e Bons Costumes da Escócia, o grupo precisou de segurança policial para continuar se apresentando no Festival. Em 1993 Os Satyros foram a primeira companhia de teatro ocidental a se apresentar na Ucrânia, após a queda do Muro de Berlim, o grupo foi censurado logo após sua estreia, resultando no cancelamento de toda temporada do espetáculo Philosophy in the Alcove.

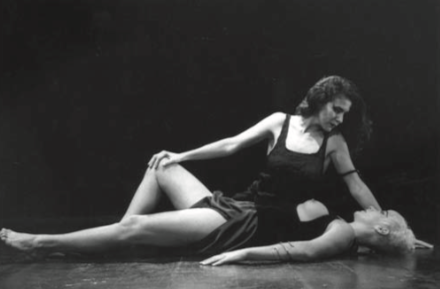
Silvanah Santos e Patrícia Aguille em Sappho de Lesbos (1994)

Em 1994, após a turnê européia, a companhia decide voltar ao Brasil, e se apresentam em Curitiba e no Rio de Janeiro, e devido ao baixo público carioca, o grupo frustrado, opta pela volta para Lisboa onde montam Sappho de Lesbos e desenvolvem um curso de teatro de excelente repercução. A companhia manteve sua sede em Lisboa até o ano de 1999. Paralelamente em 1995, Ivam Cabral nascido no Paraná, decide criar na capital paranaense uma sede para Os Satyros, pois a companhia tinha contato estreito com a produção cultural daquele estado e se viram possibilitados à participar de editais de incentivo municipais. Então estabelecia-se este eixo Curitiba-Lisboa.
Em 1999, em busca de novos desafios e de um espaço de maior ação, o grupo, que havia sido criado em São Paulo, percebendo a ligação afetiva com a cidade, decide tentar se estruturar por ali, porém a visão do grupo já era clara, não queriam apenas um teatro para se apresentar, queriam uma verdadeira sede, um projeto maior. No inicio dos anos 2000, após encontrarem uma espécie de sala, com aluguel muito barato, num lugar super deteriorado, e, sentirem a sensação de "Pode ser aqui", ocuparam sua nova sede. O local inicialmente se encontrava bastante inabitável, em decadência extrema, abandonado, com piso de terra, sem paredes, sem instalação elétrica, então prontamente o grupo iniciou uma reforma. No dia 1° de dezembro de 2000, inauguravam o Espaço dos Satyros, na Praça Roosevelt. Instaurando ali um novo capítulo na história da companhia, de significativa ação cultural, passaram a se dedicar, poética e socialmente, à complexidade do local, integrando parte do movimento de revitalização do centro histórico de São Paulo, sendo reconhecidos e homenageados anos depois, pelo trabalho cultural, com o Prêmio Cidadão SP da instituição Catraca Livre, em 2017.
Segundo o Anuário de Teatro de Grupo da Cidade de São Paulo - 2004, "desde o período passado em Portugal, Os Satyros vem desenvolvendo sua própria teoria e práxis teatral, chamada Teatro Veloz". Graças a uma pesquisa ininterrupta de soluções estéticas, elaboraram um teatro crítico em processo contínuo de reconstrução e que usa como principais fontes de referência teóricos como Antonin Artaud, Nietzsche, Adorno e Walter Benjamin. No ano de 2004, juntou-se ao grupo a presença significativa do ator, teórico e ex-crítico teatral Alberto Guzik.

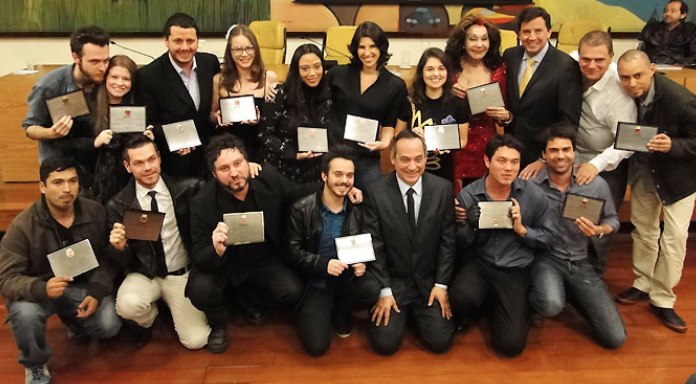
A Companhia Teatral Os Satyros recebendo a Salva de Prata na Câmara Municipal de São Paulo (2014)

Em 2014, o Conselho Municipal de Preservação do Patrimônio Histórico, Cultural e Ambiental da Cidade de São Paulo (Conpresp) reconhece Os Satyros como Patrimônio Imaterial da cidade de São Paulo. Também em 2014, através do vereador Floriano Pesaro, o grupo recebe a Salva de Prata, a maior comenda da Câmara Municipal de São Paulo.
Em 2019, o deputado Carlos Giannazi concede ao grupo o Colar de Honra ao Mérito Legislativo.

## O teatro de Rodolfo García Vázquez
Movido por viver fisicamente as insatisfações da vida, Rodolfo García Vázquez, em meados dos anos 80 inicia seu estudo teatral na Teatro Escola Macunaíma, e logo já desenvolve o interesse pela direção, sua primeira incursão como diretor, em 1988, foi com Y asi se baila el tango, montada com seus colegas de escola, e onde funda seu primeiro núcleo teatral o Grupo Ava Gardner. Ocorre na segunda montagem com o coletivo, Um Qorpo Santo, a primeira experimentação de Rodolfo com linguagem metateatral, e que antecipava alguns temas que seriam recorrentes no futuro grupo Os Satyros: poder e exclusão social, racionalidade e loucura, arte e sociedade. Em meio a crise política de 1990 o grupo se dedicaria ao estudo Marquês de Sade, e assim a companhia começava a construir sua linguagem de pesquisa densa, experimental e recheada de críticas político-sociais. Em meio a estadias entre Lisboa e Curitiba, o grupo se via na necessidade de nomear os processos do trabalho que estavam elaborando, e então sintetizaram a estrutura do Teatro Veloz, uma metodologia com série de exercícios destinados ao treinamento do ator.

## O teatro de Ivam Cabral
Desde sua infância, no interior do Paraná, Ivam Cabral já apresentava interesse pelos palcos, mas foi aos 20 anos que ingressa seus estudos em Artes Cênica pela PUC/PR. Então no final de 1988, decidido a fazer história e viver seu sonho de estruturar um grupo teatral, decide mudar para São Paulo, destino onde conhece Rodolfo García Vázquez. Naquele período no final dos anos 80, Ivam Cabral via que a cena teatral estava voltada para o teatro formal, porém para ele, seu palco deveria ser visceral, sentia a necessidade de quebrar a relação palco-platéia (do palco italiano), voltando-se à pesquisar novas linguagens espaciais e ter uma relação mais intensa com o teatro, buscava a provocação, na pretensão de pensar no dionisíaco da cena teatral daquele tempo. Cabral na contramão aos atores de sua época, dedicados por vezes a fama, sentia necessidade de estudar e pesquisar teatro, via o teatro como arte pura e queria fazer parte da história teatral de seu tempo. Em 1991 com a montagem de Saló Salomé, onde 90% do elenco era composto por pessoas que nunca havia subido no palco, começa a investigação sobre o trabalho do ator possibilitando o que mais tarde iriam implantar como método do Teatro Veloz, forte linguagem no trabalho dos Satyros e que possibilita ao trabalho de ator, o processo de grupo e de dramaturgia coletiva criada a partir de depoimentos do elenco, característico no DNA da companhia.

## Elenco

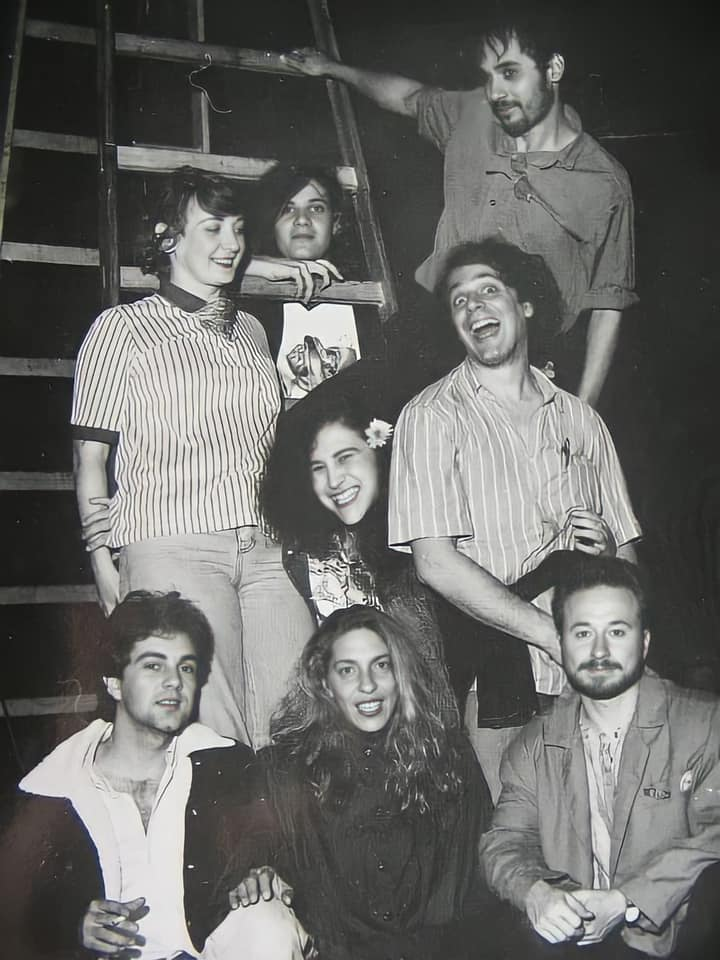
Primeira formação da Companhia Teatral Os Satyros (1989)

O primeiro elenco dos Satyros era formado por Ivam Cabral, Silvanah Santos, Andréa Rodrigues, Daniel Gaggini, Silvia Altieri, Marcelo Moreira, Zé Pedro Laginha, Bia Almeida e Lauro Tramujas. E posteriormente por Patricia Aguille, Gisa Gutervil, Maria Furtado, Jeanine Rhinow, Margarida Pinto Corrêa, Mara Manzan, Cláudia Jardim, Alina Vaz, Tereza Seiblitz, Mário Schoemberger, Mazé Portugal, Germano Pereira entre outros.
Atualmente o elenco principal conta com Ivam Cabral, Gustavo Ferreira, Henrique Mello e Julia Bobrow entre outros
O grupo já teve em seu elenco fixo, atores como: Alberto Guzik, Cléo de Páris, Phedra D. Córdoba, Fabio Penna, Robson Catalunha, Maria Casadevall, Breno da Matta, Tiago Leal, Luiza Gottschalk.
Como convidados, seu elenco contou com atores de prestígio como as atrizes Norma Bengell e Helena Ignez e atores como Thiago Mendonça.
Hoje o grupo se empenha fortemente na renovação de seus elencos, com o papel de formação teatral, tendo braços como os Satyros Lab, Jovens Talentos Periféricos, Satyros Teens, Satyros Silenos e Oficina Livre De Interpretação Os Satyros.

## Produção Teatral
| Ano  | Trabalho                                                                                                | Texto                                                                                     | Local                                                    | Realização                                   |
| ---- | --- | ----------------------------------------------------------------------------------------- | -------------------------------------------------------- | -------------------------------------------- |
| 2025 | Xeque Morgue                                                                                            | Baseado em Edgar Alan Poe                                                                 | Espaço dos Satyros                                       | Oficina Livre De Interpretação Os Satyros    |
| 2025 | Confissões à meia luz ou A verdade não é aquilo que se conta                                            | Baseado em Edgar Alan Poe                                                                 | Espaço dos Satyros                                       | Oficina Livre De Interpretação Os Satyros    |
| 2025 | O Que Seria de Nós sem os Doces?                                                                        | Baseado em Angélica Liddell                                                               | Espaço dos Satyros                                       | Oficina Livre De Interpretação Os Satyros    |
| 2025 | A Lógica da Escuridão                                                                                   | Baseado em Edgar Alan Poe                                                                 | Espaço dos Satyros                                       | Oficina Livre De Interpretação Os Satyros    |
| 2025 | O Que Vem Depois da Pele                                                                                | Diego Ribeiro                                                                             | Espaço dos Satyros                                       | Satyros Lab                                  |
| 2024 | De Quanto Amor Precisa uma Pessoa?                                                                      | Ivam Cabral                                                                               | Espaço dos Satyros                                       | Os Satyros                                   |
| 2024 | Fluxo                                                                                                   | Coletivo                                                                                  | Espaço dos Satyros                                       | Os Satyros                                   |
| 2024 | Snön i Brasilien – Anna du kan väl stanna (A Neve do Brasil – Anna Você Pode Ficar)                     | Ivam Cabral e Rodolfo García Vázquez                                                      | Moriska Paviljongen, Suécia                              | Darling Desesperados                         |
| 2024 | A Casa de Bernarda Alba                                                                                 | Federico García Lorca                                                                     | Sesc                                                     | Os Satyros                                   |
| 2023 | As Bruxas de Salém                                                                                      | Arthur Miller                                                                             | Espaço dos Satyros                                       | Os Satyros                                   |
| 2023 | Aurora                                                                                                  | Ivam Cabral e Rodolfo García Vázquez                                                      | Espaço dos Satyros                                       | Os Satyros                                   |
| 2022 | Os Condenados                                                                                           | Ivam Cabral e Rodolfo García Vázquez                                                      | Espaço dos Satyros                                       | Os Satyros                                   |
| 2021 | The Art of Facing Fear - World United Version                                                           | Ivam Cabral e Rodolfo García Vázquez                                                      | Espaço Digital dos Satyros                               | Os Satyros                                   |
| 2021 | As Mariposas                                                                                            | Ivam Cabral e Rodolfo García Vázquez                                                      | Espaço Digital dos Satyros                               | Os Satyros                                   |
| 2021 | A Love Song                                                                                             | Henrique Mello e Roberto Francisco                                                        | Espaço Digital dos Satyros                               | Os Satyros                                   |
| 2021 | Cabaret Dada                                                                                            | Ivam Cabral e Rodolfo García Vázquez                                                      | Espaço Digital dos Satyros                               | Os Satyros                                   |
| 2021 | Millennials                                                                                             | Coletivo                                                                                  | Espaço Digital dos Satyros                               | Satyros Teens                                |
| 2021 | Aurora                                                                                                  | Ivam Cabral e Rodolfo García Vázquez                                                      | Espaço Digital dos Satyros                               | Os Satyros                                   |
| 2021 | Toshanisha: The New Normals                                                                             | Ivam Cabral e Rodolfo García Vázquez                                                      | Espaço Digital dos Satyros                               | Os Satyros e Bold Theatre Kenya              |
| 2021 | Uma Peça Para Salvar o Mundo                                                                            | Ivam Cabral e Rodolfo García Vázquez                                                      | Espaço Digital dos Satyros                               | Os Satyros                                   |
| 2020 | A Arte de Encarar o Medo                                                                                | Ivam Cabral e Rodolfo García Vázquez                                                      | Espaço Digital dos Satyros                               | Os Satyros                                   |
| 2020 | Novos Normais: Sobre Sexo e Outros Desejos Pandêmicos                                                   | Ivam Cabral e Rodolfo García Vázquez                                                      | Espaço Digital dos Satyros                               | Os Satyros                                   |
| 2020 | The Art of Facing Fear - Versão Afro-Europeia                                                           | Ivam Cabral e Rodolfo García Vázquez                                                      | Espaço Digital dos Satyros                               | Os Satyros e The Red Curtain International   |
| 2020 | The Art of Facing Fear - Versão Estadunidense                                                           | Ivam Cabral e Rodolfo García Vázquez                                                      | Espaço Digital dos Satyros                               | Os Satyros e The Red Curtain International   |
| 2019 | Que Bicho Sou Eu?                                                                                       | Ivam Cabral e Rodolfo García Vázquez                                                      | Espaço dos Satyros                                       | Satyros Teens                                |
| 2019 | Mississipi                                                                                              | Ivam Cabral e Rodolfo García Vázquez                                                      | Sesc                                                     | Os Satyros                                   |
| 2019 | Uma Canção de Amor                                                                                      | Ivam Cabral, Henrique Mello e Roberto Francisco                                           | Espaço dos Satyros                                       | Os Satyros                                   |
| 2019 | Alegorias Pantagruélicas                                                                                | François Rabelais                                                                         | Estação Satyros                                          | Satyros Lab                                  |
| 2019 | Baderna Planet                                                                                          | Ivam Cabral e Rodolfo García Vázquez                                                      | Estação Satyros                                          | Os Satyros                                   |
| 2018 | Sonho De Uma Noite De Verão                                                                             | William Shakespeare                                                                       | Estação Satyros                                          | Satyros Lab                                  |
| 2018 | Vida Sublime                                                                                            | Coletivo                                                                                  | Estação Satyros                                          | Satyros Teens                                |
| 2018 | O Incrível Mundo dos Baldios                                                                            | Ivam Cabral e Rodolfo García Vázquez                                                      | Espaço dos Satyros                                       | Os Satyros                                   |
| 2018 | Cabaret Transperipatético                                                                               | Coletivo                                                                                  | Estação Satyros                                          | Os Satyros                                   |
| 2018 | Helenas                                                                                                 | Heinrich Kraemer e James Sprenger                                                         | Espaço dos Satyros                                       | Satyros Lab                                  |
| 2017 | Pessoas Brutas                                                                                          | Ivam Cabral e Rodolfo García Vázquez                                                      | Espaço dos Satyros                                       | Os Satyros                                   |
| 2017 | Se Essa Rua Fosse Minha                                                                                 | Coletivo                                                                                  | Espaço dos Satyros                                       | Satyros Teens                                |
| 2017 | Cabaret dos Artistas                                                                                    | Ivam Cabral e Rodolfo García Vázquez                                                      | Espaço dos Satyros                                       | Os Satyros                                   |
| 2017 | Todos Os Sonhos do Mundo                                                                                | Ivam Cabral e Rodolfo García Vázquez                                                      | Espaço dos Satyros                                       | Os Satyros                                   |
| 2017 | Pequeno Cidadão do Futuro                                                                               | Coletivo                                                                                  | Canteira Norte Shopping                                  | Os Satyros                                   |
| 2017 | Pink Star                                                                                               | Ivam Cabral e Rodolfo García Vázquez                                                      | Estação Satyros                                          | Os Satyros                                   |
| 2017 | Vida Perfeita                                                                                           | Coletivo                                                                                  | Espaço dos Satyros                                       | Satyros Teens                                |
| 2016 | Pessoas Sublimes                                                                                        | Ivam Cabral e Rodolfo García Vázquez                                                      | Espaço dos Satyros                                       | Os Satyros                                   |
| 2016 | Cabaré Fucô, Um Quase Musical                                                                           | Ivam Cabral e Rodolfo García Vázquez                                                      | Estação Satyros                                          | Os Satyros                                   |
| 2016 | O Haiti Somos Nós                                                                                       | Ivam Cabral e Rodolfo García Vázquez                                                      | Espaço dos Satyros                                       | Os Satyros                                   |
| 2016 | Vida Bruta                                                                                              | Coletivo                                                                                  | Espaço dos Satyros                                       | Satyros Teens                                |
| 2015 | Meu Mundo em Preto e Branco                                                                             | Coletivo                                                                                  | Espaço dos Satyros                                       | Satyros Teens                                |
| 2015 | Juliette                                                                                                | Marquês de Sade                                                                           | Espaço dos Satyros                                       | Satyros Teens                                |
| 2015 | Na Real                                                                                                 | Coletivo                                                                                  | Espaço dos Satyros                                       | Satyros Teens                                |
| 2014 | Não Amarás - E Se Fez A Humanidade Ciborgue em 7 dias                                                   | Ivam Cabral, Rodolfo García Vázquez e Contardo Calligaris                                 | Espaço dos Satyros                                       | Os Satyros                                   |
| 2014 | Não Morrerás - E Se Fez A Humanidade Ciborgue em 7 dias                                                 | Ivam Cabral, Rodolfo García Vázquez e Drauzio Varella                                     | Espaço dos Satyros                                       | Os Satyros                                   |
| 2014 | Não Permanecerás - E Se Fez A Humanidade Ciborgue em 7 dias                                             | Ivam Cabral, Rodolfo García Vázquez e Pedro Burgos                                        | Espaço dos Satyros                                       | Os Satyros                                   |
| 2014 | Não Fornicarás - E Se Fez A Humanidade Ciborgue em 7 dias                                               | Ivam Cabral, Rodolfo García Vázquez e Rosana Hermann                                      | Espaço dos Satyros                                       | Os Satyros                                   |
| 2014 | Não Saberás - E Se Fez A Humanidade Ciborgue em 7 dias                                                  | Ivam Cabral, Rodolfo García Vázquez e Marcos Piani                                        | Espaço dos Satyros                                       | Os Satyros                                   |
| 2014 | Não Salvarás - E Se Fez A Humanidade Ciborgue em 7 dias                                                 | Ivam Cabral, Rodolfo García Vázquez e Xico Sá                                             | Espaço dos Satyros                                       | Os Satyros                                   |
| 2014 | Não Vencerás - E Se Fez A Humanidade Ciborgue em 7 dias                                                 | Ivam Cabral, Rodolfo García Vázquez e Marici Salomão                                      | Espaço dos Satyros                                       | Os Satyros                                   |
| 2014 | 3x Roveri / Os Que Vêm Com A Maré / Rodolfo García Vázquez                                              | Sérgio Roveri                                                                             | Espaço dos Satyros                                       | Os Satyros, Os Fofos Encenam e Grupo Pandega |
| 2014 | 3x Roveri / Os Que Vêm Com A Maré / Fernando Neves                                                      | Sérgio Roveri                                                                             | Espaço dos Satyros                                       | Os Satyros, Os Fofos Encenam e Grupo Pandega |
| 2014 | 3x Roveri / Os Que Vêm Com A Maré / Maria Alice Vergueiro                                               | Sérgio Roveri                                                                             | Espaço dos Satyros                                       | Os Satyros, Os Fofos Encenam e Grupo Pandega |
| 2014 | Pessoas Perfeitas                                                                                       | Ivam Cabral e Rodolfo García Vázquez                                                      | Estação dos Satyros                                      | Os Satyros                                   |
| 2014 | O Artista                                                                                               | Ivam Cabral e L. Pinheiro                                                                 |                                                          |                                              |
| 2013 | Philosophy In The Boudoir                                                                               | Marquês de Sade, Ivam Cabral e Rodolfo García Vázquez                                     | Ensemble Studio Theatre - Los Angeles                    | Os Satyros e Theatre Asylum                  |
| 2013 | Adomercidos                                                                                             | Jon Fosse                                                                                 | Espaço dos Satyros                                       | Os Satyros                                   |
| 2013 | Édipo na Praça                                                                                          | Sófocles, Ivam Cabral e Rodolfo García Vázquez                                            | Espaço dos Satyros e Praça Roosevelt                     | Os Satyros                                   |
| 2013 | Mindelact (Inferno na Paisagem Belga)                                                                   | Ivam Cabral e Rodolfo García Vázquez                                                      | Festival Internacional de Teatro do Mindelo (Cabo Verde) | Os Satyros                                   |
| 2012 | Satyros Satyricon (Trincha, Satyricon e Suburra)                                                        | Petrônio e Evaldo Mocarzel                                                                | Estação Satyros                                          | Os Satyros                                   |
| 2012 | Inferno na Paisagem Belga                                                                               | Ivam Cabral e Rodolfo García Vázquez                                                      | Espaço dos Satyros                                       | Os Satyros                                   |
| 2012 | Criança Cidadã                                                                                          | Gilberto Dimenstein, Ivam Cabral e Rodolfo García Vázquez                                 | Estação Satyros                                          | Os Satyros                                   |
| 2011 | O Último Stand Up                                                                                       | Ivam Cabral                                                                               | Teatro Paiol                                             | Os Satyros                                   |
| 2011 | Azul, Doce Azul                                                                                         | Gustavo Aragão Cardoso                                                                    | Sesc                                                     | Satyros Educação                             |
| 2011 | Cabaret Stravaganza                                                                                     | Maria Shu                                                                                 | Espaço dos Satyros                                       | Os Satyros                                   |
| 2011 | Na Real                                                                                                 | Coletivo                                                                                  | Espaço dos Satyros                                       | Satyros Teens                                |
| 2011 | Amores Vão                                                                                              | Ivam Cabral                                                                               | Teatro                                                   | Os Satyros                                   |
| 2010 | Hipóteses para o Amor e a Verdade                                                                       | Ivam Cabral e Rodolfo García Vázquez                                                      | Espaço dos Satyros                                       | Os Satyros                                   |
| 2010 | Roberto Zucco                                                                                           | Bernard-Marie Koltès                                                                      | Espaço dos Satyros                                       | Os Satyros                                   |
| 2009 | Liz | Ivam cabral, Rodolfo García Vázquez e Reinaldo Montero                                    | Sesc                                                     | Os Satyros                                   |
| 2009 | Monólogo da Velha Apresentadora                                                                         | Marcelo Mirisola                                                                          | Espaço dos Satyros                                       | Os Satyros                                   |
| 2009 | Justine                                                                                                 | Ivam Cabral e Rodolfo García Vázquez                                                      | Estação Satyros                                          | Os Satyros                                   |
| 2009 | Solidão Também Acompanha                                                                                | Fabíola Alves e Roberto Audio                                                             | Espaço dos Satyros                                       | Os Satyros                                   |
| 2009 | Cansei de Tomar Fanta                                                                                   | Alberto Guzik, Ivam Cabral e Rodolfo García Vázquez                                       | Espaço dos Satyros                                       | Os Satyros                                   |
| 2009 | Safo | Ivam Cabral, Marguerite Yourcenar e Virgínia Woolf                                        | Espaço dos Satyros                                       | Os Satyros                                   |
| 2008 | Vestido de Noiva                                                                                        | Nelson Rodrigues                                                                          | Itaú Cultural                                            | Os Satyros                                   |
| 2008 | O Amante de Lady Chatterley                                                                             | D. H. Lawrence, Ivam Cabral, Rodolfo García Vázquez, Germano Pereira e Rubens Ewald Filho | Espaço dos Satyros                                       | Os Satyros                                   |
| 2008 | Esse Rio é Minha Rua                                                                                    | Ivam Cabral e Rodolfo García Vázquez                                                      | Teatro Adamastor                                         | Os Satyros                                   |
| 2008 | A Fauna                                                                                                 |                                                                                           |                                                          | Os Satyros                                   |
| 2008 | Liz (Cuba)                                                                                              |                                                                                           |                                                          | Os Satyros                                   |
| 2007 | Hamlet-Gasshô                                                                                           | William Shakespeare, Rubens Ewald Filho, Ivam Cabral e Rodolfo García Vázquez             | Estação Satyros                                          | Os Satyros                                   |
| 2007 | El Turco                                                                                                | Roberto Audio, Ivam Cabral e Rodolfo García Vázquez                                       | Espaço dos Satyros                                       | Núcleo Experimental dos Satyros              |
| 2007 | Divinas Palavras                                                                                        | Ramón del Valle-Inclán                                                                    | Espaço dos Satyros                                       | Os Satyros                                   |
| 2007 | O Dia Das Crianças                                                                                      | Sérigio Roveri                                                                            | CEUs de São Paulo                                        | Os Satyros                                   |
| 2007 | O Burguês Fidalgo                                                                                       | Molière                                                                                   | Teatro Paiol                                             | Os Satyros                                   |
| 2007 | Cidadão de Papel                                                                                        | Sérgio Roveri e Gilberto Dimenstein                                                       | Teatro da Vila                                           | Os Satyros                                   |
| 2007 | Segunda-Feira: O Amor do Sim - E Se Fez a Praça Roosevelt em 7 Dias                                     | Mário Viana                                                                               | Espaço dos Satyros                                       | Os Satyros                                   |
| 2007 | Terça-Feira: Na Noite da Praça - E Se Fez a Praça Roosevelt em 7 Dias                                   | Alberto Guzik                                                                             | Espaço dos Satyros                                       | Os Satyros                                   |
| 2007 | Quarta Feira: Impostura - E Se Fez a Praça Roosevelt em 7 Dias                                          | Marici Salomão                                                                            | Espaço dos Satyros                                       | Os Satyros                                   |
| 2007 | Quinta Feira: Hoje é Dia do Amor - E Se Fez a Praça Roosevelt em 7 Dias                                 | João Silvério Trevisan                                                                    | Espaço dos Satyros                                       | Os Satyros                                   |
| 2007 | Sexta Feira: A Noite do Aquário - E Se Fez a Praça Roosevelt em 7 Dias                                  | Sérgio Roveri                                                                             | Espaço dos Satyros                                       | Os Satyros                                   |
| 2007 | Sábado: Assassinos, Suínos & Outras Histórias da Praça Roosevelt - E Se Fez a Praça Roosevelt em 7 Dias | Jarbas Capusso                                                                            | Espaço dos Satyros                                       | Os Satyros                                   |
| 2007 | Domingo: Uma Pilha de Pratos na Cozinha - E Se Fez a Praça Roosevelt em 7 Dias                          | Mário Bortolotto                                                                          | Espaço dos Satyros                                       | Os Satyros                                   |
| 2007 | O Santo Parto                                                                                           | Lauro César Muniz                                                                         | Espaço dos Satyros                                       | Os Satyros                                   |
| 2006 | Joana Evangelista                                                                                       | Vange Leonel                                                                              | Estação Satyros                                          | Os Satyros                                   |
| 2006 | Inocência                                                                                               | Dea Loher                                                                                 | Espaço dos Satyros                                       | Os Satyros                                   |
| 2006 | Os 120 Dias de Sodoma                                                                                   | Marquês de Sade                                                                           | Espaço dos Satyros                                       | Os Satyros                                   |
| 2006 | O Anjo do Pavilhão 5                                                                                    | Aimar Labaki                                                                              | Espaço dos Satyros                                       | Os Satyros                                   |
| 2005 | Rua Taylor nº 214 - Um Outro Ensaio sobre Nelson                                                        | Nelson Rodrigues                                                                          | Espaço dos Satyros                                       | Núcleo Experimental dos Satyros              |
| 2005 | Cosmogonia - Experimento N°1                                                                            | Ivam Cabral e Rodolfo García Vázquez                                                      | Espaço dos Satyros                                       | Os Satyros                                   |
| 2005 | O Céu é Cheio de Uivos, Latidos e Fúria dos Cães da Praça Roosevelt                                     | Jarbas Capusso Filho, Ivam Cabral e Rodolfo García Vázquez                                | Espaço dos Satyros                                       | Núcleo Experimental dos Satyros              |
| 2005 | A Vida Na Praça Roosevelt                                                                               | Dea Loher                                                                                 | Espaço dos Satyros                                       | Os Satyros                                   |
| 2005 | Vestir o Corpo de Espinhos                                                                              | Antonin Artaud                                                                            | Estação Satyros                                          | Núcleo Experimental dos Satyros              |
| 2005 | O Que Restou do Sagrado                                                                                 | Mário Bortolotto                                                                          | Espaço dos Satyros                                       | Os Satyros                                   |
| 2004 | Transex                                                                                                 | Ivam Cabral e Rodolfo García Vázquez                                                      | Espaço dos Satyros                                       | Os Satyros                                   |
| 2004 | Kaspar ou a Triste História do Pequeno Rei do Infinito Arrancado de Sua Casca de Noz                    | Ivam Cabral e Rodolfo García Vázquez                                                      | Espaço dos Satyros                                       | Os Satyros                                   |
| 2004 | Ensaio Sobre Nelson                                                                                     | Ivam Cabral e Rodolfo García Vázque, Nora Toledo e Jarbas Capusso Filho                   | Espaço dos Satyros                                       | Núcleo Experimental dos Satyros              |
| 2004 | Sobre Ventos na Fronteira                                                                               | Ivam Cabral e Rodolfo García Vázquez                                                      | Espaço dos Satyros (Curitiba)                            | Os Satyros                                   |
| 2003 | Antígona                                                                                                | Sófocles, Leconte de Lisle e Fausto Fuser                                                 | Espaço dos Satyros                                       | Os Satyros                                   |
| 2003 | A Filosofia na Alcova                                                                                   | Marquês de Sade                                                                           | Espaço dos Satyros (Curitiba)                            | Os Satyros                                   |
| 2003 | Faz de Conta Que Tem Sol Lá Fora                                                                        | Ivam Cabral                                                                               | Espaço dos Satyros                                       | Os Satyros                                   |
| 2003 | A Herança do Teatro                                                                                     | Ivam Cabral                                                                               | Espaço dos Satyros                                       | Os Satyros                                   |
| 2002 | De Profundis                                                                                            | Ivam Cabral                                                                               | Espaço dos Satyros                                       | Os Satyros                                   |
| 2002 | O Terrível Capitão do Mato                                                                              | Martins Pena                                                                              | Espaço dos Satyros                                       | Os Satyros                                   |
| 2002 | Pranto de Maria Parda                                                                                   | Gil Vicente                                                                               | Espaço dos Satyros                                       | Os Satyros                                   |
| 2001 | Quinhentas Vozes                                                                                        | Zeca Corrêa Leite                                                                         | Curitiba                                                 | Os Satyros                                   |
| 2001 | Sappho de Lesbos                                                                                        | Ivam Cabral, Rodolfo García Vázquez e Patrícia Aguille                                    | Curitiba                                                 | Os Satyros                                   |
| 2001 | Romeu e Julieta                                                                                         | William Shakespeare                                                                       | Curitiba                                                 | Os Satyros                                   |
| 2000 | Pacto de Sangue                                                                                         | Ramón María del Valle-Inclan                                                              | Espaço dos Satyros (Curitiba)                            | Os Satyros                                   |
| 2000 | A Dança da Morte                                                                                        | August Strindberg                                                                         | Teatro José Maria dos Santos (Curitiba)                  | Os Satyros                                   |
| 2000 | Retábulo da Avareza, Luxúria e Morte                                                                    | Ramón María del Valle-Inclan                                                              | Espaço dos Satyros                                       | Os Satyros                                   |
| 2000 | 50 Years Difference                                                                                     | Ivam Cabral e Rodolfo García Vázquez                                                      | Interkunst (Alemanha)                                    | Os Satyros                                   |
| 1999 | A Frarsa de Inês Pereira                                                                                | Gil Vicente                                                                               | Curitiba                                                 | Os Satyros                                   |
| 1999 | Coriolano                                                                                               | William Shakespeare                                                                       | Curitiba                                                 | Os Satyros                                   |
| 1999 | A Mais Forte                                                                                            | Friedrich Schiller e August Strindberg                                                    | Curitiba                                                 | Os Satyros                                   |
| 1998 | Urfaust                                                                                                 | Johann Wolfgang von Goethe                                                                | Curitiba                                                 | Os Satyros                                   |
| 1998 | Medea                                                                                                   | Ivam Cabral, Ana Fabrício, Sófocles e Eurípides                                           | Teatro Guaíra (Curitiba)                                 | Os Satyros                                   |
| 1998 | Os Cantos de Maldoror                                                                                   | Conde de Lautréamont                                                                      | Espaço do Grupo Resistência (Curitiba)                   | Os Satyros                                   |
| 1997 | Electra                                                                                                 | Ivam Cabral, Rodolfo García Vázquez, Sófocles e Eurípides                                 | Curitiba                                                 | Os Satyros                                   |
| 1997 | Divinas Palavras                                                                                        | Ramón María del Valle-Inclan                                                              | Museu da Eletricidade (Portugal)                         | Os Satyros                                   |
| 1997 | Killer Disney                                                                                           | Philip Ridley                                                                             | Teatro Guaíra (Curitiba)                                 | Os Satyros                                   |
| 1996 | Hamlet-Machine                                                                                          | Heiner Müller                                                                             | Museu da Cidade (Portugal)                               | Os Satyros                                   |
| 1996 | Prometeu Agrilhoado                                                                                     | Ésquilo, Ivam Cabral e Rodolfo García Vázquez                                             | Curitiba                                                 | Os Satyros                                   |
| 1996 | Woyzeck                                                                                                 | Georg Büchner                                                                             | Teatro da Trindade (Portugal)                            | Os Satyros                                   |
| 1995 | Sappho de Lesbos                                                                                        | Ivam Cabral e Patrícia Aguille                                                            | Teatro Ibérico (Portugal)                                | Os Satyros                                   |
| 1995 | Quando Você Disse Que Me Amava                                                                          | Ivam Cabral e Rodolfo García Vázquez                                                      | Curitiba                                                 | Os Satyros                                   |
| 1995 | Valsa N°6                                                                                               | Nelson Rodrigues                                                                          | Lisboa (Portugal)                                        | Os Satyros                                   |
| 1993 | A Filosofia na Alcova                                                                                   | Marquês de Sade                                                                           | Lisboa (Portugal)                                        | Os Satyros                                   |
| 1993 | Rusty Brown em Lisboa                                                                                   | Miguel Barbosa                                                                            | Lisboa (Portugal)                                        | Os Satyros                                   |
| 1993 | De Profundis                                                                                            | Ivam Cabral e Oscar Wilde                                                                 | Bartart (Portugal)                                       | Os Satyros                                   |
| 1992 | Munacuyay                                                                                               | Ivam Cabral e Rodolfo García Vázquez                                                      | Teatro Bela Vista                                        | Os Satyros                                   |
| 1992 | Viva a Palhoça                                                                                          | Ivam Cabral e Rodolfo García Vázquez                                                      | Centro Cultural São Paulo (CCSP)                         | Os Satyros                                   |
| 1991 | A Proposta                                                                                              | Ivam Cabral e Rodolfo García Vázquez                                                      | Teatro Bela Vista                                        | Os Satyros                                   |
| 1991 | Saló, Salomé                                                                                            | Ivam Cabral e Rodolfo García Vázquez                                                      | Teatro Bela Vista                                        | Os Satyros                                   |
| 1991 | Uma Arquitetutra para a Morte                                                                           | Ivam Cabral                                                                               | Teatro Bela Vista                                        | Os Satyros                                   |
| 1990 | Sades ou Noites com os Professores Imorais                                                              | Ivam Cabral e Rodolfo García Vázquez                                                      | Curitiba                                                 | Os Satyros                                   |
| 1990 | Chove Muito Lá Fora                                                                                     | Ivam Cabral                                                                               |                                                          | Os Satyros                                   |
| 1989 | Um Qorpo Santo Dois                                                                                     | Ivam Cabral e Rodolfo García Vázquez                                                      | Teatro Estação Madame Satã                               | Os Satyros                                   |
| 1989 | Aventuras de Arlequim                                                                                   | Ivam Cabral e Rodolfo García Vázquez                                                      | Teatro Zero Hora                                         | Os Satyros                                   |

## Produção Teatral Digital
| Ano  | Trabalho                                              | Texto                                | Realização                                 |
| ---- | ----------------------------------------------------- | ------------------------------------ | ------------------------------------------ |
| 2022 | Os Condenados                                         | Ivam Cabral e Rodolfo García Vázquez | Os Satyros                                 |
| 2021 | The Art of Facing Fear - World United Version         | Ivam Cabral e Rodolfo García Vázquez | Os Satyros                                 |
| 2021 | As Mariposas                                          | Ivam Cabral e Rodolfo García Vázquez | Os Satyros                                 |
| 2021 | A Love Song / Uma Canção de Amor                      | Henrique Mello e Roberto Francisco   | Os Satyros                                 |
| 2021 | Cabaret Dada                                          | Ivam Cabral e Rodolfo García Vázquez | Os Satyros                                 |
| 2021 | Millennials                                           | Coletivo                             | Satyros Teens                              |
| 2021 | Aurora                                                | Ivam Cabral e Rodolfo García Vázquez | Os Satyros                                 |
| 2021 | Toshanisha: The New Normals                           | Ivam Cabral e Rodolfo García Vázquez | Os Satyros e Bold Theatre Kenya            |
| 2021 | Uma Peça Para Salvar o Mundo                          | Ivam Cabral e Rodolfo García Vázquez | Os Satyros                                 |
| 2021 | Geração Alpha                                         | Ivam Cabral e Rodolfo García Vázquez | Os Satyros                                 |
| 2021 | Pink Star                                             | Ivam Cabral e Rodolfo García Vázquez | Os Satyros                                 |
| 2021 | Pessoas Perfeitas                                     | Ivam Cabral e Rodolfo García Vázquez | Os Satyros                                 |
| 2020 | A Arte de Encarar o Medo                              | Ivam Cabral e Rodolfo García Vázquez | Os Satyros                                 |
| 2020 | Novos Normais: Sobre Sexo e Outros Desejos Pandêmicos | Ivam Cabral e Rodolfo García Vázquez | Os Satyros                                 |
| 2020 | The Art of Facing Fear - Versão Afro-Europeia         | Ivam Cabral e Rodolfo García Vázquez | Os Satyros e The Red Curtain International |
| 2020 | The Art of Facing Fear - Versão Estadunidense         | Ivam Cabral e Rodolfo García Vázquez | Os Satyros e The Red Curtain International |
| 2020 | Todos Os Sonhos do Mundo                              | Ivam Cabral e Rodolfo García Vázquez | Os Satyro                                  |
| 2020 | Macbeth Project #Nº6                                  | Ivam Cabral e Rodolfo García Vázquez | Os Satyro                                  |
| 2020 | 1991 ou A Imperfeição do Amor                         | Ivam Cabral e Rodolfo García Vázquez | Os Satyro                                  |

## Satyros Cinema
| Ano  | Trabalho                          | Direção e Roteiro                    | Elenco | Realização |
| ---- | --------------------------------- | ------------------------------------ | --- | ---------- |
| 2021 | A Arte de Encarar o Medo          | Ivam Cabral e Rodolfo García Vázquez | Ivam Cabral, Eduardo Chagas, Nicole Puzzi, Ulrika Malmgren, Diego Ribeiro, Dominique Brand, Fabio Penna, Gustavo Ferreira, Henrique Mello, Julia Bobrow | Os Satyros |
| 2017 | A Filosofia na Alcova             | Ivam Cabral e Rodolfo García Vázquez | Phedra de Córdoba, Eduardo Chagas, Silvio Eduardo, Hugo Faz, Isabel Friosi, Henrique Mello, Felipe Moretti, Suzana Muniz e Stephane Sousa               | Os Satyros |
| 2015 | Hipóteses para o Amor e a Verdade | Ivam Cabral e Rodolfo García Vázquez | Ivam Cabral, Luiza Gottschalk, Nany People, Tiago Leal, Gustavo Ferreira e Robson Catalunha                                                             | Os Satyros |
| 2002 | Teatro em Movimento               | Ivam Cabral e Rodolfo García Vázquez | Ivam Cabral, Germano Pereira, Patrícia Aguille, Telma Vieira, Letícia Coura, Adriana Capparelli, Fernando Peixoto entre outros.                         | Os Satyros |

## Obras e Pesquisas sobre Os Satyros
| Ano  | Trabalho                                                      | Natureza                                | Autores                                                       | Produção                      | Notas |
| ---- | ------------------------------------------------------------- | --------------------------------------- | ------------------------------------------------------------- | ----------------------------- | --- |
| 2024 | Os Satyros: Teatricidades - Experimentalismo, Arte e Política | Livro de História do Teatro dos Satyros | Marcio Aquiles                                                | Edições SESC                  | Editora SESC |
| 2023 | Trilogia das Pessoas                                          | Livro de Dramaturgia Brasileira         | Ivam Cabral e Rodolfo García Vázquez                          | Os Satyros                    | Editora Giostri |
| 2022 | Os Condenados                                                 | Livro de Dramaturgia Brasileira         | Ivam Cabral e Rodolfo García Vázquez                          | Os Satyros                    | Editora Giostri |
| 2021 | 1991 ou a Imperfeição do Amor                                 | Livro de Dramaturgia Brasileira         | Ivam Cabral e Rodolfo García Vázquez                          | Os Satyros                    | Editora Giostri |
| 2021 | Aurora                                                        | Livro de Dramaturgia Brasileira         | Ivam Cabral e Rodolfo García Vázquez                          | Os Satyros                    | Editora Giostri |
| 2020 | Dramaturgia em pandemia: Peças Curtas                         | Livro de Dramaturgia Brasileira         | Ivam Cabral e Rodolfo García Vázquez                          | Os Satyros                    | Editora Giostri |
| 2019 | Todos os Sonhos do Mundo                                      | Livro de Dramaturgia Brasileira         | Ivam Cabral e Rodolfo García Vázquez                          | Os Satyros                    | Editora Giostri |
| 2019 | Mississipi                                                    | Livro de Dramaturgia Brasileira         | Ivam Cabral e Rodolfo García Vázquez                          | Os Satyros                    | Editora Giostri |
| 2018 | O incrível mundo dos Baldios                                  | Livro de Dramaturgia Brasileira         | Ivam Cabral e Rodolfo García Vázquez                          | Os Satyros                    | Editora Giostri |
| 2018 | Pessoas Brutas                                                | Livro de Dramaturgia Brasileira         | Ivam Cabral e Rodolfo García Vázquez                          | Os Satyros                    | Editora Giostri |
| 2018 | Pink Star                                                     | Livro de Dramaturgia Brasileira         | Ivam Cabral e Rodolfo García Vázquez                          | Os Satyros                    | Editora Giostri |
| 2016 | Pessoas Sublimes                                              | Livro de Dramaturgia Brasileira         | Ivam Cabral e Rodolfo García Vázquez                          | Os Satyros                    | Editora Giostri |
| 2014 | Pessoas Perfeitas                                             | Livro de Dramaturgia Brasileira         | Ivam Cabral e Rodolfo García Vázquez                          | Os Satyros                    | Editora Giostri |
| 2012 | Satyrianas – 78 horas em 78 minutos                           | Docudrama                               | Daniel Gaggini, Fausto Noro, Otavio Pacheco e Jeff Luna (EUA) | Muk e Na Laje Filmes          | Elenco e Depoimentos: Ivam Cabral, Rodolfo Gárcia Vázquez, Rubens Ewald Filho, Marici Salomão, Mário Bortolotto, Evaldo Mocarzel, Gero Camilo, Roberto Alvim, Elias Andreato, Hugo Possolo, Raul Barretto, Laís Bodanzky, Bráulio Montovani, José Carlos Machado, Zé Celso Martinez, Phedra de Cordoba, Aimar Labaki, entre outros. |
| 2011 | Vila Verde – Satyros                                          | Documentário                            | Evaldo Mocarzel                                               | Os Satyros Cinema e Casa Azul | Coprodução junto ao Teatro sem Fronteiras e Evaldo Mocarzel (Canal Brasil) |
| 2011 | Cuba Libre                                                    | Documentário com Phedra de Córdoba      | Evaldo Mocarzel                                               | SescTV                        | |
| 2010 | Os Satyros                                                    | Livro de História do Teatro dos Satyros | Aimar Labaki e Germano Pereira                                | Imprensa Oficial              | Editora Imprensa Oficial |
| 2006 | Na Praça Roosevelt                                            | Documentário                            | Rodolfo García Vázquez, Carlos Ebert e Dea Loher              | Os Satyros                    | |
| 2006 | O Teatro de Ivam Cabral: Quatro Textos Para Um Teatro Veloz   | Livro de História do Teatro             | Ivam Cabral                                                   | Imprensa Oficial              | Editora Imprensa Oficial |
| 2006 | Cia. de Teatro Os Satyros: Um Palco Visceral                  | Livro de História do Teatro dos Satyros | Alberto Guzik, Ivam Cabral e Rodolfo García Vázquez           | Imprensa Oficial              | Coleção Aplauso |

## Prêmios
| Ano  | Premiação                                                                          | Instituição                                                                                           | Categoria                                               | Trabalho                                                                     | Resultado |
| ---- | ---------------------------------------------------------------------------------- | --- | ------------------------------------------------------- | ---------------------------------------------------------------------------- | --------- |
| 2022 | Prêmio Shell                                                                       | Shell                                                                                                 | Energia Que Vem da Gente                                | A Arte de Encarar o Medo / The art of facing the fear,                       | Indicado  |
| 2021 | The Red Curtain: Best Production, Best Production Design and Best Ensemble         | Good The@tre Festival (Índia)                                                                         | Melhor direção de arte, melhor elenco e melhor produção | As Mariposas                                                                 | Venceu    |
| 2021 | Inclusão no Calendário Oficial do Município de São Paulo                           | Câmara dos vereadores da cidade de São Paulo                                                          | Maratona Cultural                                       | Satyrianas - Uma Saudação à Primavera                                        | Venceu    |
| 2021 | Prêmio APCA                                                                        | Associação Paulista dos Críticos de Arte                                                              | Avanço Digital                                          | The Art of Facing Fear                                                       | Indicado  |
| 2021 | The Hollywood Fringe Festival Awards                                               | Hollywood Fringe (EUA)                                                                                | Melhor Espetáculo                                       | A Love Song                                                                  | Venceu    |
| 2021 | The Hollywood Fringe Festival Awards                                               | Hollywood Fringe (EUA)                                                                                | Internacional Awards                                    | A Love Song                                                                  | Indicado  |
| 2021 | The Hollywood Fringe Festival Awards                                               | Hollywood Fringe (EUA)                                                                                | Two Person Show                                         | A Love Song                                                                  | Indicado  |
| 2021 | The Hollywood Fringe Festival Awards                                               | Hollywood Fringe (EUA)                                                                                | Community Awards: Melhor Espetáculo                     | A Love Song                                                                  | Venceu    |
| 2021 | The Hollywood Fringe Festival Awards                                               | Hollywood Fringe (EUA)                                                                                | Melhor Espetáculo                                       | Toshanisha - The New Normals, co-realizado com o grupo Bold Theatre (Quênia) | Venceu    |
| 2021 | The Hollywood Fringe Festival Awards                                               | Hollywood Fringe (EUA)                                                                                | Community Awards: Melhor Espetáculo                     | Toshanisha - The New Normals, co-realizado com o grupo Bold Theatre (Quênia) | Venceu    |
| 2020 | Prêmio APCA                                                                        | Associação Paulista dos Críticos de Arte                                                              | Melhor Espetáculo                                       | A Arte de Encarar o Medo                                                     | Indicado  |
| 2020 | Prêmio APTR                                                                        | Associação dos Produtores de Teatro (RJ)                                                              | Melhor Espetáculo Inédito Ao Vivo                       | A Arte de Encarar o Medo                                                     | Indicado  |
| 2020 | Prêmio APTR                                                                        | Associação dos Produtores de Teatro (RJ)                                                              | Jovem Talento                                           | A Arte de Encarar o Medo (com Nina Denobile Rodrigues)                       | Indicado  |
| 2020 | Prêmio Cláudia Wonder                                                              | SP Escola de Teatro                                                                                   | Potência Cultural                                       | Os Satyros                                                                   | Venceu    |
| 2020 | Young-Howze Theatre Awards                                                         | Young-Howze Theatre (EUA)                                                                             | Melhor Espetáculo                                       | The Art of Facing Fear                                                       | Venceu    |
| 2020 | Young-Howze Theatre Awards                                                         | Young-Howze Theatre (EUA)                                                                             | Melhor Espetáculo                                       | New Normal                                                                   | Indicado  |
| 2020 | Young-Howze Theatre Awards                                                         | Young-Howze Theatre (EUA)                                                                             | Melhor Espetáculo                                       | Macbeth #6 (coprodução com a Universidade de Birmingham)                     | Indicado  |
| 2020 | Guia Folha                                                                         | Folha de S.Paulo                                                                                      | Melhores do Ano                                         | A Arte de Encarar o Medo                                                     | Venceu    |
| 2020 | BroadwayWorld Los Angeles Awards                                                   | BroadwayWorld (EUA)                                                                                   | Performer of the decade                                 | The Art of Facing Fear (com Mia Hjelte)                                      | Indicado  |
| 2020 | BroadwayWorld Los Angeles Awards                                                   | BroadwayWorld (EUA)                                                                                   | Best Ensemble                                           | The Art of Facing Fear (com Mia Hjelte)                                      | Indicado  |
| 2020 | BroadwayWorld Los Angeles Awards                                                   | BroadwayWorld (EUA)                                                                                   | Choreographer of the Decade                             | The Art of Facing Fear (com Mia Hjelte)                                      | Indicado  |
| 2020 | BroadwayWorld Los Angeles Awards                                                   | BroadwayWorld (EUA)                                                                                   | Production of a Play of the Decade                      | The Art of Facing Fear                                                       | Indicado  |
| 2020 | BroadwayWorld Los Angeles Awards                                                   | BroadwayWorld (EUA)                                                                                   | Top Streaming Production and Performance                | The Art of Facing Fear                                                       | Indicado  |
| 2020 | BroadwayWorld Los Angeles Awards                                                   | BroadwayWorld (EUA)                                                                                   | Director of a Play of the Decade                        | The Art of Facing Fear                                                       | Indicado  |
| 2020 | Prêmio Arcanjo de Cultura                                                          | Blog do Arcanjo                                                                                       | Melhor espetáculo                                       | A Arte de Encarar o Medo                                                     | Venceu    |
| 2019 | Prêmio Arcanjo de Cultura                                                          | Blog do Arcanjo                                                                                       | Redes                                                   | Festival Satyrianas                                                          | Venceu    |
| 2019 | Festival Internacional de Cinema da Diversidade Sexual e de Gênero de Goias (DIGO) | Festival Internacional de Cinema da Diversidade Sexual e de Gênero de Goias (DIGO)                    | Menção Honrosa                                          | A Filosofia na Alcova                                                        | Venceu    |
| 2019 | Colar de Honra ao Mérito Legislativo                                               | Câmara Municipal e Alesp (com Carlos Giannazzi)                                                       | Honra ao Mérito Legislativo                             | 30 anos da companhia de teatro Os Satyro                                     | Venceu    |
| 2019 | Prêmio Nelson Rodrigues                                                            | ANCEC                                                                                                 | Melhor Espetáculo                                       | Entrevista com Phedra                                                        | Venceu    |
| 2019 | Prêmio Arcanjo de Cultura                                                          | Blog do Arcanjo                                                                                       | Especial                                                | Cia. de Teatro Os Satyros                                                    | Venceu    |
| 2019 | Prêmio Arcanjo de Cultura                                                          | Blog do Arcanjo                                                                                       | Melhor Ator                                             | Mississipi                                                                   | Indicado  |
| 2018 | Prêmio Aplauso Brasil                                                              | Prêmio Aplauso Brasil                                                                                 | Melhor Espetáculo de Grupo                              | Pink Star                                                                    | Venceu    |
| 2018 | Prêmio Aplauso Brasil                                                              | Prêmio Aplauso Brasil                                                                                 | Melhor Ator                                             | Mississipi                                                                   | Indicado  |
| 2018 | Prêmio Shell                                                                       | Shell                                                                                                 | Autoria                                                 | Incrível Mundo dos Baldios                                                   | Indicado  |
| 2017 | Melhores do Ano                                                                    | Blog do Arcanjo                                                                                       | Melhor Grupo Teatral                                    | Os Satyros                                                                   | Venceu    |
| 2015 | Festival Sesc Melhores Filmes                                                      | Sesc                                                                                                  | Melhor Ator                                             | A Filosofia na Alcova                                                        | Indicado  |
| 2014 | Os 50 Textos Mais Importantes do Teatro Nacional                                   | Portal dos Atores                                                                                     | 6° Lugar                                                | Pessoas Perfeitas                                                            | Venceu    |
| 2014 | Prêmio APCA                                                                        | Associação Paulista dos Críticos de Arte                                                              | Melhor Autor de Teatro                                  | Pessoas Perfeitas                                                            | Venceu    |
| 2014 | Prêmio APCA                                                                        | Associação Paulista dos Críticos de Arte                                                              | Melhor Espetáculo                                       | Pessoas Perfeitas                                                            | Venceu    |
| 2014 | Prêmio Shell                                                                       | Shell                                                                                                 | Melhor Texto                                            | Pessoas Perfeitas                                                            | Venceu    |
| 2014 | Guia Folha                                                                         | Folha de S.Paulo                                                                                      | Melhor Estreia do Ano                                   | Pessoas Perfeitas                                                            | Venceu    |
| 2014 | Patrimônio Cultural Imaterial da Cidade de São Paulo                               | Secretaria Municipal de Cultura de São Paulo                                                          | Trabalho Cultural                                       | Cia. de Teatro Os Satyros                                                    | Venceu    |
| 2014 | Salva de Prata                                                                     | Câmara Municipal de São Paulo                                                                         | Trabalho Cultural                                       | Cia. de Teatro Os Satyros                                                    | Venceu    |
| 2014 | Troféu Bandeira Paulista                                                           | Mostra Internacional de Cinema em São Paulo                                                           | Melhor Filme de Ficção                                  | Hipóteses para o Amor e a Verdade                                            | Indicado  |
| 2013 | ABGLT                                                                              | Associação Brasileira de Lésbicas, Gays, Bissexuais, Travestis, Transexuais e Intersexos de São Paulo | Cidadania em Respeito à Diversidade                     | Os Satyros                                                                   | Venceu    |
| 2013 | Hollywood Fringe Festival                                                          | Hollywood Fringe (EUA)                                                                                | The International Award - Best Production               | Philosophy in the Alcove                                                     | Indicado  |
| 2013 | Hollywood Fringe Festival                                                          | Hollywood Fringe (EUA)                                                                                | 10 Hollywood Fringe Festival Shows That Sound Awesome   | Philosophy in the Alcove                                                     | Venceu    |
| 2013 | Hollywood Fringe Festival                                                          | Hollywood Fringe (EUA)                                                                                | Ezra Buzzington - Spirit of Fringe - Best Production    | Philosophy in the Alcove                                                     | Indicado  |
| 2013 | Hollywood Fringe Festival                                                          | Hollywood Fringe (EUA)                                                                                | Best of Hollywood Fringe - Extensions                   | Philosophy in the Alcove                                                     | Venceu    |
| 2013 | Prêmio Shell                                                                       | Shell                                                                                                 | Inovação                                                | Os Satyros e o Festival Satyrianas                                           | Venceu    |
| 2012 | Prêmio Funarte Nelson Brasil Rodrigues: Cem Anos do Anjo Pornográfico              | Funarte                                                                                               | Projetos Selecionados                                   | Vestido de Noiva                                                             | Venceu    |
| 2011 | Prêmio Cooperativa Paulista de Teatro                                              | Cooperativa Paulista de Teatro                                                                        | Melhor Espetáculo                                       | Roberto Zucco                                                                | Venceu    |
| 2011 | Prêmio Jabuti                                                                      | Prêmio Jabuti                                                                                         | Livro de Arte                                           | Os Satyros                                                                   | Venceu    |
| 2011 | Prêmio Honrar Honra - José Marti                                                   | Circulo de Amigos del Gran Teatro de La Habana (Cuba)                                                 | Contribuição ao Teatro Cubano                           | Os Satyros                                                                   | Venceu    |
| 2010 | Prêmio Júri Popular                                                                | Festival do Rio - Festival Mix Brasil (RJ)                                                            | Melhor Documentário                                     | Cuba Libre                                                                   | Venceu    |
| 2008 | Prêmio Villanueva                                                                  | UNEAC (Cuba)                                                                                          | Melhor Espetáculo Estrangeiro                           | Liz                                                                          | Venceu    |
| 2008 | Prêmio FEMSA de Teatro Infantil e Jovem                                            | Prêmio Coca-Cola FEMSA                                                                                | Melhor Espetáculo Jovem                                 | Cidadão de Papel                                                             | Indicado  |
| 2007 | Bravo! Prime de Cultura                                                            | Revista Bravo!                                                                                        | Melhor Programador Cultural                             | Espaço dos Satyros                                                           | Indicado  |
| 2007 | Prêmio APCA                                                                        | Associação Paulista dos Críticos de Arte                                                              | Especial da Crítica                                     | Satyrianas, uma Saudação à Primavera                                         | Venceu    |
| 2006 | Prêmio APCA                                                                        | Associação Paulista dos Críticos de Arte                                                              | Melhor Espetáculo                                       | Inocência                                                                    | Venceu    |
| 2004 | Troféu Gralha Azul                                                                 | Governador do Estado do Paraná                                                                        | Melhor Cenógrafo                                        | Cosmogonia - Experimento No 1                                                | Indicado  |
| 2003 | Troféu Gralha Azul                                                                 | Governador do Estado do Paraná                                                                        | Melhor Espetáculo                                       | Sobre Ventos na Fronteira                                                    | Indicado  |
| 2000 | Ágora Metrópolis                                                                   | Teatro Ágora                                                                                          | Melhor Espetáculo                                       | Faz de Conta que Tem Sol Lá Fora                                             | Venceu    |
| 2000 | Troféu Imprensa Melhores do Ano                                                    | International Press Paraná em Revista                                                                 | Especial                                                | Os Satyros                                                                   | Venceu    |
| 2000 | Troféu Gralha Azul                                                                 | Governador do Estado do Paraná                                                                        | Melhor Ator                                             | Pacto de Sangue                                                              | Venceu    |
| 2000 | Troféu Gralha Azul                                                                 | Governador do Estado do Paraná                                                                        | Melhor Espetáculo                                       | Quinhentas Vozes                                                             | Venceu    |
| 2000 | Troféu Gralha Azul                                                                 | Governador do Estado do Paraná                                                                        | Melhor Cenógrafo                                        | Quinhentas Vozes                                                             | Venceu    |
| 2000 | Troféu Gralha Azul                                                                 | Governador do Estado do Paraná                                                                        | Melhor Sonoplasta                                       | Quinhentas Vozes                                                             | Venceu    |
| 1997 | Troféu Gralha Azul                                                                 | Governador do Estado do Paraná                                                                        | Melhor Ator                                             | Killer Disney                                                                | Venceu    |
| 1997 | Troféu Gralha Azul                                                                 | Governador do Estado do Paraná                                                                        | Melhor Espetáculo                                       | Killer Disney                                                                | Venceu    |
| 1997 | Prêmio Poty Lazarotto                                                              | Prêmio Poty Lazarotto                                                                                 | Melhor Ator                                             | Killer Disney                                                                | Venceu    |
| 1995 | Troféu Gralha Azul                                                                 | Governador do Estado do Paraná                                                                        | Melhor Espetáculo                                       | Electra                                                                      | Indicado  |
| 1991 | Prêmio APETESP                                                                     | Associação dos Produtores de Espetáculos Teatrais do Estado de São Paulo                              | Melhor Autor                                            | Aventuras de Arlequim                                                        | Indicado  |
| 1991 | Prêmio APCA                                                                        | Associação Paulista dos Críticos de Arte                                                              | Melhor Espetáculo                                       | Saló, Salomé                                                                 | Venceu    |
| 1991 | Troféu Gralha Azul                                                                 | Governador do Estado do Paraná                                                                        | Melhor Ator                                             | Quando Você Disse que me Amava                                               | Indicado  |
| 1990 | Prêmio APETESP                                                                     | Associação dos Produtores de Espetáculos Teatrais do Estado de São Paulo                              | Melhor Espetáculo                                       | Saló, Salomé                                                                 | Indicado  |
| 1990 | Prêmio APETESP                                                                     | Associação dos Produtores de Espetáculos Teatrais do Estado de São Paulo                              | Melhor Ator                                             | Sades ou Noites com os Professores Imorais                                   | Indicado  |
| 1990 | Prêmio APETESP                                                                     | Associação dos Produtores de Espetáculos Teatrais do Estado de São Paulo                              | Espetáculo                                              | Sades ou Noites com os Professores Imorais                                   | Indicado  |
| 1990 | Prêmio APETESP                                                                     | Associação dos Produtores de Espetáculos Teatrais do Estado de São Paulo                              | Melhor Autor                                            | Aventuras de Arlequim                                                        | Indicado  |
| 1989 | Prêmio APCA                                                                        | Associação Paulista dos Críticos de Arte                                                              | Melhor Ator de Teatro Infantil                          | Aventuras de Arlequim                                                        | Venceu    |
| 1989 | Prêmio APCA                                                                        | Associação Paulista dos Críticos de Arte                                                              | Melhor Atriz Coadjuvante de Teatro Infantil             | Aventuras de Arlequim                                                        | Venceu    |
| 1989 | Troféu Mambembe                                                                    | Fundação Nacional das Artes Cênicas                                                                   | Melhor Autor                                            | Aventuras de Arlequim                                                        | Indicado  |

## Curiosidades

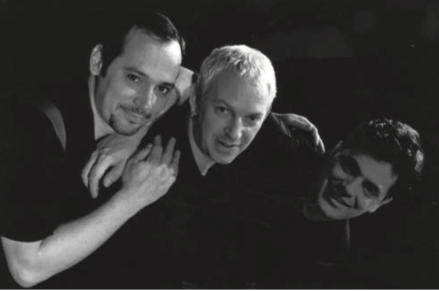
Ivam Cabral, Steven Severin e Rodolfo García Vázquez

- O grupo já produziu mais de 145 espetáculos, e suas montagens icônicas de Pessoas Perfeitas e Os 120 Dias de Sodoma, foram encenadas em mais de 500 sessões.
- Já atuaram em 36 países, em quatro continentes, A Filosofia na Alcova, estreada em 1993, realizou mais de 1.000 apresentações em diversas cidades da França, Inglaterra, Escócia, Ucrânia, Estados Unidos, Bolívia, Portugal e Brasil.
- Uma das características do grupo é manter suas peças em cartaz por longos períodos. Dezenas de suas produções acumularam mais de 100 apresentações.
- Os primeiros espetáculos da companhia, especialmente Sades e Saló, Salomé exploravam cenas de sexo, escatologia e voyeurismo que dividiam a crítica e o público da época.[84]
- No início dos anos 1990, ainda na sede do Teatro Bela Vista, o grupo realizava verdadeiras maratonas teatrais que duravam 78 horas ininterruptas. O mesmo espírito continua a perpassar a atividade do grupo em sua unidade na Praça Roosevelt, o repertório da companhia de Ivam Cabral e Rodolfo García Vázquez, chega a ser exibido em maratonas teatrais ou verdadeiras festas raves do teatro, onde ficavam abertos por quatro dias e quatro noites, ensaiando, o que viria mais tarde a se tornar o Festival Satyrianas, e, que inicialmente foi chamado Folias Teatrais – uma Saudação à Primavera.
- Steven Severin, da banda Siouxsie and the Banshees, criou a trilha original do espetáculo Os Cantos de Maldoror, de 1998.[85][86]
- Em 2012, o docudrama Satyrianas, 78 horas em 78 minutos, que faz uma narrativa ficcional durante o evento Satyrianas, promovido pelo grupo Os Satyros, chegou a disputar o Festival do Rio.[87]
- A atriz Phedra De Córdoba tornou-se a primeira cidadã cubana a cruzar a alfândega de seu país como mulher transgênera para as apresentações do espetáculo “Liz” em Havana, em 2009
- O filme A Filosofia na Alcova é um dos longas mais longevos na história do Cine Belas Artes, tendo permanecido por 63 semanas ininterruptas, ou seja, mais de um ano em cartaz. Se juntando a outros títulos recordistas de exibição na história do cinema, como o francês Medos Privados em Lugares Públicos, de Alain Resnais, e pelo argentino Relatos Selvagens, de Damián Szifrón.[88]
- A cronologia das montagens teatrais do grupo, bem como a geografia, divide-se entre vários países e cidades. Sendo que em São Paulo, Lisboa e Curitiba (locais onde o grupo possuiu sedes) houve montagens simultâneas.
- Durante a pandemia de Covid-19, o grupo foi pioneiro na execução e pensamento do Teatro Digital, explorando e ressignificando o fazer teatral através da telepresença.